# Felix Görmann

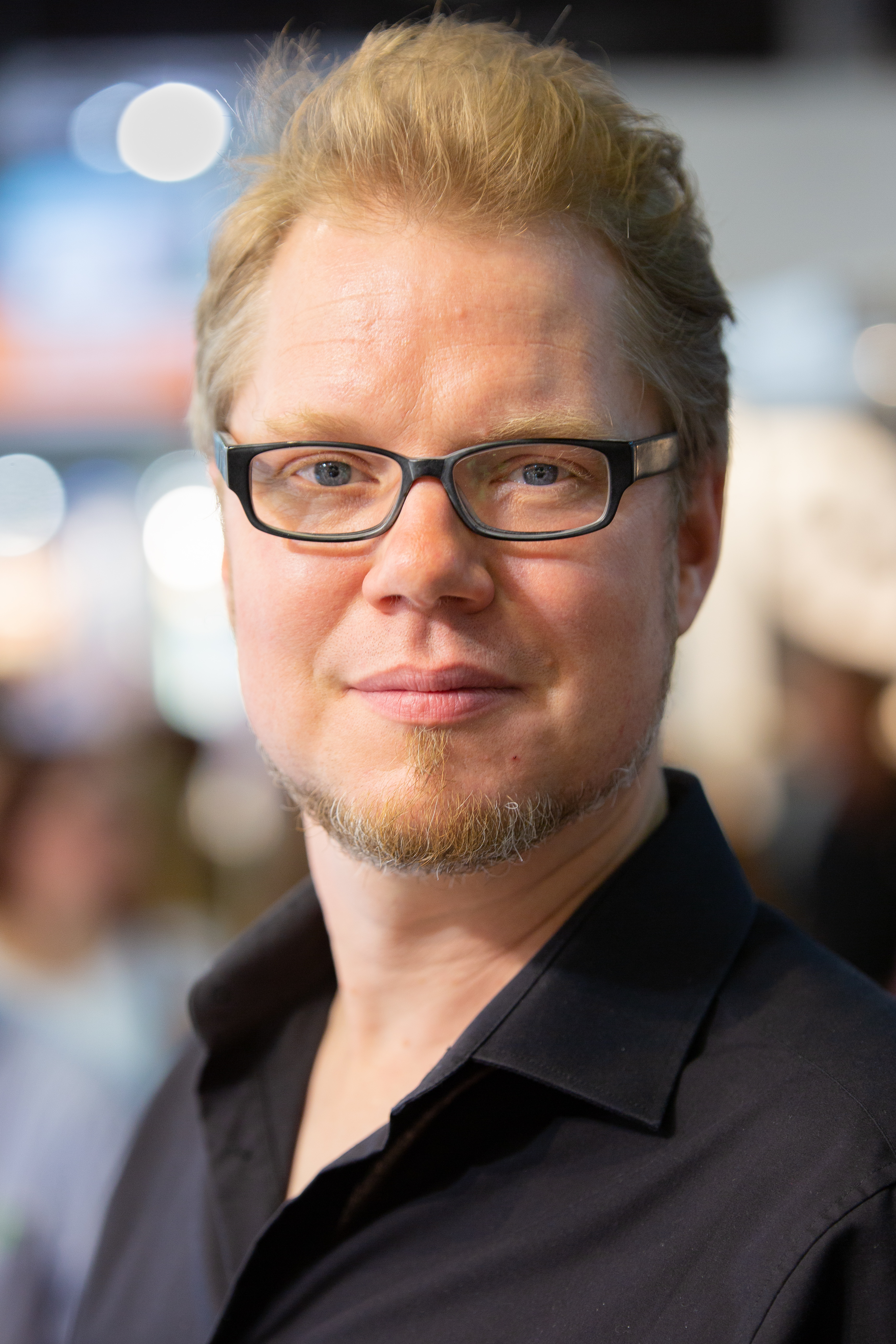
Flix auf der Frankfurter Buchmesse 2018

Flix (eigentlich Felix Görmann, * 16. Oktober 1976 in Münster) ist ein deutscher Comiczeichner, -autor und Cartoonist.

## Leben
Flix studierte an der Hochschule der Bildenden Künste Saar in Saarbrücken und an der Escola Massana in Barcelona Kommunikationsdesign. 1998 veröffentlichte er, angeregt von Peter Butschkow, seinen ersten professionellen Comic Who the fuck is Faust? im Eichborn Verlag. 2002 folgte der Farbband Radio Ohrgasmus – Talkguerilla beim Carlsen Comic-Label B&L.
Im gleichen Jahr (2002) beendete Flix sein Studium und zeichnete als Diplomarbeit einen Comic.
Ursprünglich sollte dieser in vier Bänden bei dem Independent-Verlag Zwerchfell mit dem Titel Held erscheinen, von denen aber nur der erste Band (Kurze Hosen, Holzgewehr) realisiert wurde. 2003 veröffentlichte Carlsen Comics dann die gesamte Diplomarbeit in einem Band.
held erhielt zahlreiche Preise, u. a. den Max-und-Moritz-Preis 2004 als „bester deutscher Comic“. Bisher wurde held in drei Sprachen, Spanisch (héroe, Bang Ediciones/Barcelona), Französisch (héros, Paquet/Geneve) und Koreanisch, übersetzt. Die Geschichte erzählt Flix’ gesamtes Leben von der Geburt bis zum Tod, also Vergangenheit, Gegenwart und Zukunft.
Ein Jahr später veröffentlichte Flix den Band sag was (bei Carlsen Comic), eine teils autobiografische Beziehungsgeschichte über das Aufblühen und Vergehen einer großen Liebe. 2006 erschien der Band mädchen, der eine Sommerliebesgeschichte erzählt, die an einem einzigen Tag stattfindet.
Seit 2002 zeichnet Flix die Cartoonreihe Verflixt!, die in verschiedenen Zeitungen abgedruckt wird (u. a. Saarbrücker Zeitung) und von der 2005 der erste Sammelband unter dem Titel Verflixt! … und jetzt?! erschienen ist. Von Oktober 2005 bis August 2007 erschienen insgesamt 77 Folgen der tagebuchartigen Comicstripserie Seitenwechsel auf Spiegel online, in denen Flix von seinem Job als Dozent für Zeichnen erzählt, den er an der HbK Saarbrücken im Anschluss an sein Studium innehatte.
Seit Mitte 2006 ist auf seiner Website das Webcomictagebuch heldentage zu finden, in dem Flix – zu Beginn täglich, später in unregelmäßigen Abständen – kleine Episoden aus seinem Leben aufzeichnet. Eine Serie über die Erfahrungen mit der deutschen Teilung erschien im Berliner Tagesspiegel – im August 2009 wurde die Sammlung unter dem Titel Da war mal was veröffentlicht. Am 5. August wurde dazu eine OpenAir-Ausstellung eröffnet; dies in Berlin an der Gedenkstätte Berliner Mauer.
Ebenfalls im Jahr 2009 erschien der Fortsetzungscomic Faust, eine Neuinterpretation des gleichnamigen Dramas von Johann Wolfgang von Goethe, über einen Zeitraum von fünf Monaten in der Frankfurter Allgemeinen Zeitung. Er wurde später dann als Buch veröffentlicht.
Flix veröffentlichte mit Don Quijote zum zweiten Mal eine Adaption eines klassischen Werkes; sie erschien 2012 zunächst in der Frankfurter Allgemeinen Zeitung und dann in Buchform.

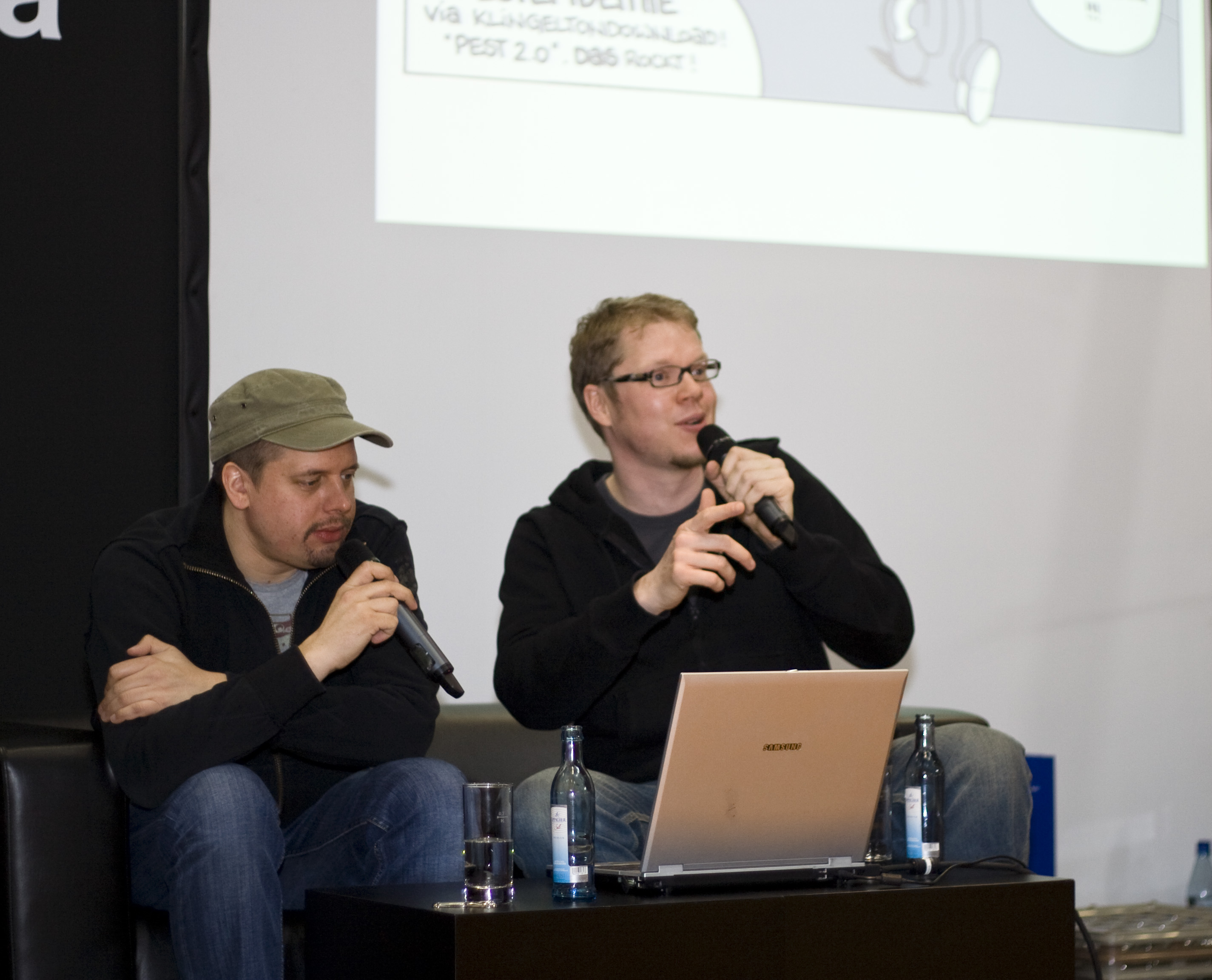
Flix (rechts) zusammen mit Ralph Ruthe auf der Leipziger Buchmesse (2010)

Die Reihe Schöne Töchter erschien 2010 bis Oktober 2015 in der Berliner Tageszeitung Der Tagesspiegel. 2012 wurde ihm dafür der Max-und-Moritz-Preis „Bester Comic-Strip“ verliehen. Sie befasst sich in abwechslungsreicher Seitenarchitektur und zurückhaltender Kolorierung in leiser Ironie mit dem „Panorama eines modernen Liebeslebens“ zwischen Mann und Frau.
Seit Oktober 2015 schreibt und zeichnet Flix den Comicstrip Glückskind, der jeden Montag im Feuilleton der Frankfurter Allgemeinen Zeitung erscheint.
2016 zeichnete Bernd Kissel die von Flix geschriebene Graphic Novel „Münchhausen – Die Wahrheit übers Lügen“, die im Carlsen Verlag erschienen ist. Sie gewann den „Rudolph-Dirks-Award“ 2016 für die „Beste literarische Adaption“.
Zum 80-jährigen Jubiläum von „Spirou“ kam 2018 mit Spirou in Berlin von Flix, abgesegnet von den belgischen Rechteinhabern, erstmals ein Spirou-Band eines deutschen Zeichners in den Buchhandel.
Seine Comics sind fiktiv, tragen jedoch oft autobiographische Züge.
Felix Görmann lebt in Berlin und teilt sich ein Atelier mit dem Comiczeichner Marvin Clifford. Er ist Vater zweier Töchter.

## Auszeichnungen
- ICOM Independent Comic Preis als „Bester Funny“ 2003 für Held
- Max-und-Moritz-Preis 2004 als „Bester deutschsprachiger Comic“ für Held
- Swiss Cartoon Award 2004 für die Verflixt!-Reihe (Zeitungsstrips)
- Stuttgart Cartoon Award 2007
- PENG! – Der Münchner Comicpreis 2009 als „Bester deutscher Comic“ für Der Swimmingpool des kleinen Mannes
- Max-und-Moritz-Preis 2012 als „Bester Comic-Strip“ für Schöne Töchter
- Rudolph-Dirks-Award 2016 in der Kategorie Social Drama / Slice of Life für Schöne Töchter[6]
- Rudolph-Dirks-Award 2016 in der Kategorie Literary Adaption für Münchhausen – Die Wahrheit über das Lügen (mit Bernd Kissel)[6]
- PENG! – Der Münchner Comicpreis 2019 als „Bester deutscher Comic“ für Spirou in Berlin

## Werke

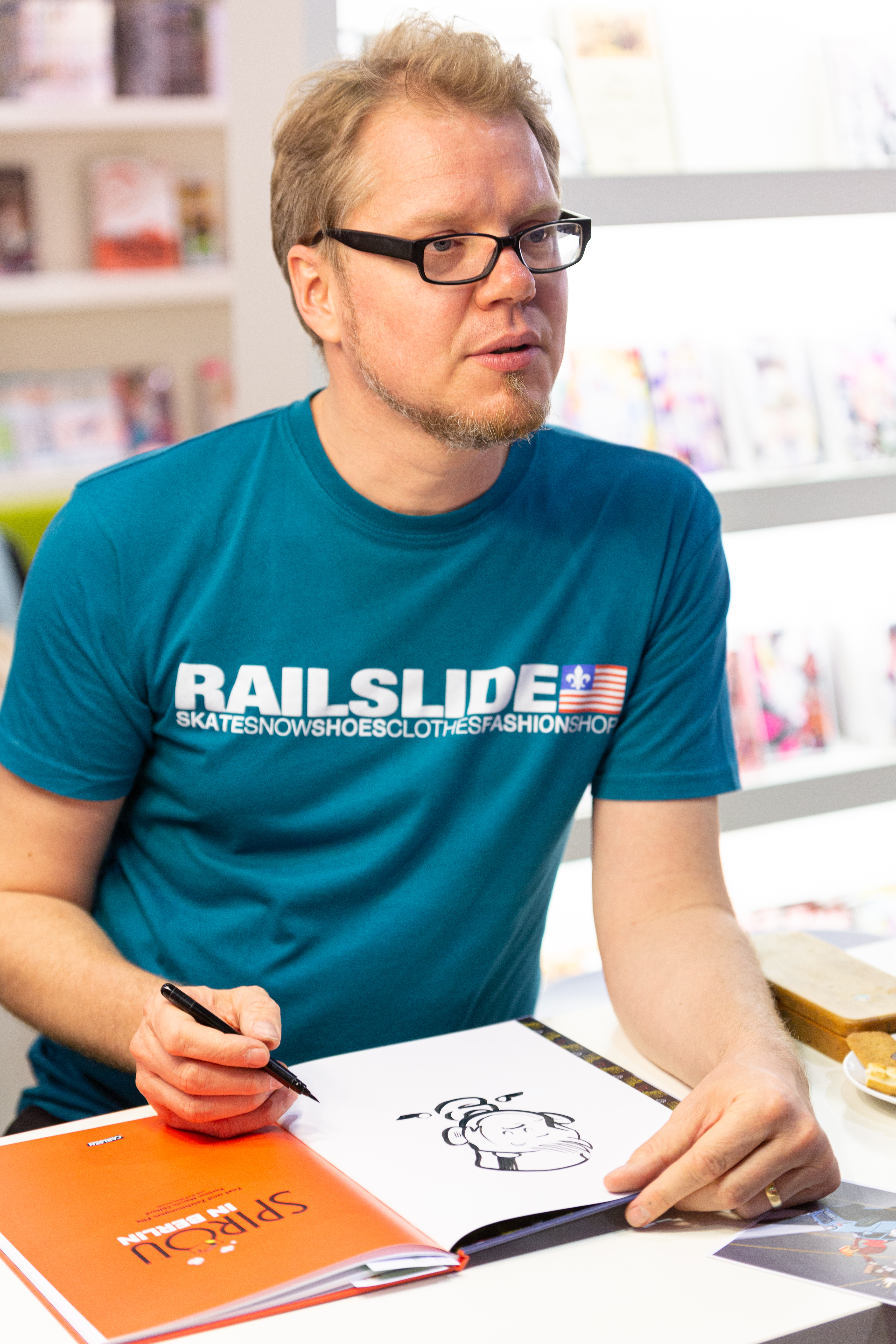
Flix bei einer Signierstunde auf der Frankfurter Buchmesse

- 1998 Who the fuck is Faust?, Eichborn Verlag, Frankfurt a. M., ISBN 978-3-8218-3076-6
- 2002 Radio Ohrgasmus – Talkguerilla (Teil 1), B und L, Hamburg, ISBN 978-3-551-75231-4
- 2002 Die drei Federn (mit Eckart Breitschuh), 5. Band der Serie „Grimm“, Zwerchfell Verlag
- 2002 held – Kurze Hosen Holzgewehr – Teil 1 von 4, Zwerchfell Verlag, Hamburg, ISBN 978-3-928387-58-3
- 2003 held, Carlsen Verlag, Hamburg, ISBN 978-3-551-77109-4
- 2004 sag was, Carlsen Verlag, Hamburg, ISBN 978-3-551-74820-1
- 2005 Verflixt! (… und jetzt?!) (Cartoons), Carlsen Verlag, Hamburg, ISBN 978-3-551-78194-9
- 2006 Für Dich – Du bist süß! (Cartoons), Carlsen Verlag, Hamburg, ISBN 978-3-551-68053-2
- 2006 mädchen, Carlsen Verlag, Hamburg, ISBN 978-3-551-78181-9
- 2007 heldentage, Carlsen Verlag, Hamburg, ISBN 978-3-551-78646-3
- 2009 Verliebt! (Cartoons), Carlsen Verlag, Hamburg, ISBN 978-3-551-68202-4
- 2009 Der Swimmingpool des kleinen Mannes (heldentage 2.0), Carlsen Verlag, Hamburg, ISBN 978-3-551-78652-4
- 2009 Da war mal was..., Carlsen Verlag, Hamburg, ISBN 978-3-551-78968-6
- 2009 Tut mir leid, aber Weihnachten fällt aus, Carlsen Verlag, Hamburg, ISBN 978-3-551-68039-6
- 2010 Faust, Der Tragödie erster Teil, Carlsen Verlag, Hamburg, ISBN 978-3-551-78977-8
- 2012 Don Quijote, Carlsen Verlag, Hamburg, ISBN 978-3-551-78375-2
- 2013 Ferdinand, der Reporterhund (mit Ralph Ruthe), Carlsen Verlag, Hamburg, ISBN 978-3-551-72894-4
- 2013 Ferdinand, der Reporterhund – Band 2 (mit Ralph Ruthe), Carlsen Verlag, Hamburg, ISBN 978-3-551-72897-5
- 2014 Das Schlaf, ALADIN Verlag, Hamburg, ISBN 978-3-8489-1016-8
- 2014 Ferdinand, der Reporterhund – Band 3 (mit Ralph Ruthe), Carlsen Verlag, Hamburg, ISBN 978-3-551-72898-2
- 2014 Da war mal was... (Erweiterte Ausgabe), Carlsen Verlag, Hamburg, ISBN 978-3-551-79189-4
- 2014 Der Weihnachtsabend (Illustrationen), Insel Verlag, Berlin (= Insel-Bücherei 1426), ISBN 978-3-458-20010-9
- 2015 Schöne Töchter, Carlsen Verlag, Hamburg, ISBN 978-3-551-78839-9
- 2016 Münchhausen. Die Wahrheit übers Lügen (mit Bernd Kissel), Carlsen Verlag, Hamburg, ISBN 978-3-551-76303-7
- 2017 Ferdinand, der Reporterhund – Band 4 (mit Ralph Ruthe), Carlsen Verlag, Hamburg, ISBN 978-3-551-72899-9
- 2017 Glückskind, Band 1: Der Anfang einer wunderbaren Freundschaft, Carlsen Verlag, Hamburg, ISBN 978-3-551-78386-8
- 2017 Gullivers Reisen: Nacherzählt von Doron Rabinovici  (Illustrationen), Insel Verlag, Berlin, ISBN 978-3-458-20026-0
- 2018 Spirou in Berlin (Spirou & Fantasio Spezial), Carlsen Verlag, Hamburg, ISBN 978-3-551-72115-0
- 2018 Grimms Märchen (Illustrationen), Insel-Verlag, Berlin, ISBN 978-3-458-20031-4
- 2019 Sag einfach nichts!, Lappan Verlag, Oldenburg, ISBN 978-3-8303-3527-6
- 2019 Einatmen! Ausatmen!, Lappan Verlag, Oldenburg, ISBN 978-3-8303-6339-2
- 2022 Das Humboldt-Tier – Ein Marsupilami-Abenteuer, Carlsen Verlag, Hamburg, ISBN 978-3-551-78168-0[7]
- 2023 Held Gesamtausgabe, Carlsen Verlag, Hamburg, ISBN 978-3-5510-2093-2
- 2024 Das ZYX, Kibitz Verlag, Hamburg, ISBN 978-3-9486-9031-1

## Übersetzungen
Schöne Töchter
- 2017 (Französisch) Les Jolies Filles, Glénat, Grenoble, ISBN 978-2-344-01857-6

Don Quijote
- 2018 (Niederländisch) Don Quichot, übers. von Sigge Stegeman, soul food comics, Arnhem, ISBN 978-94-92882-00-4
- 2015 (Türkisch) Don Kişot, übers. von Ayhan Bahat, Marmara Çizgi Yayınları, Istanbul, ISBN 978-605-9985-23-9
- 2014 (Makedonisch) Don Kichot, übers. von Lile Šijakoviḱ, Ars libris, Skopje, ISBN 978-608-229-629-6
- 2013 (Spanisch) Don Quijote, übers. von María Dolores Pérez Pablos, Dibbuks, Madrid, ISBN 978-84-15850-25-0

Faust
- 2014 (Makedonisch) Faust, übers. von Lile Šijakoviḱ, Ars libris, Skopje, ISBN 978-608-229-628-9

mädchen
- 2010 (Polnisch) Dziewczyny, übers. von Marek Kraska, Timof Comics, Warschau, 112 S., ISBN 978-83-61081-48-7

Da war mal was...
- 2011 (Portugiesisch) Quando lá tinha o muro… Lembranças daqui e de lá, übers. von Dennis Gerstenberger und Fabiana Fogel Gerstenberger: Tinta Negra, 124 S.
- 2009 (Polnisch) Pamiȩtam, jak … : wspomnienia o tej i tamtej stronie, übers. von Marek Kraska, Timof Comics, Warschau, 108 S., ISBN 978-83-61081-39-5

sag was
- 2013 (Polnisch) Powiedz coś, übers. von Mateusz Jankowski, Timof Comics, Warschau, ISBN 978-83-63963-26-2
- 2007 (Spanisch) Di algo, übers. von Angèlica Ripa, Barcelona: Bang Ediciones, 122 S., ISBN 978-84-934647-8-3

held
- 2013 (Polnisch) Bohater, übers von Mateusz Jankowski, Timof Comics, Warschau, ISBN 978-83-63963-27-9
- 2005 (Spanisch) héroe, übers. von Josep Caldes i Valls und Eduard Bartoll Teixidor, Barcelona: Bang Ediciones, 128 S., ISBN 84-933820-7-8
- 2005 (Französisch) Héros, übers. von ?, Paquet: Geneve, 128 S., ISBN 978-2-88890-014-6
- Koreanisch

## Ausstellungen
- 2015: Ruthe Sauer Flix – Das ist doch keine Kunst – Ausstellung in der Ludwig Galerie Schloss Oberhausen, 20. September 2015 bis 17. Januar 2016
- 2021: UNVERÖFFENTLICHT – Die Comicszene packt aus! Strips and Stories – von Wilhelm Busch bis Flix, Ausstellung in der Ludwig Galerie Schloss Oberhausen